# Tomáš Bárta
Tomáš Bárta (* 28. dubna 1999) je český profesionální silniční cyklista jezdící za UCI ProTeam Caja Rural–Seguros RGA.

## Hlavní výsledky
2019
Národní šampionát
 vítěz silničního závodu do 23 let
3. místo V4 Special Series Debrecen–Ibrany
7. místo Memoriał Henryka Łasaka
2020
7. místo GP Kranj
10. místo Puchar Ministra Obrony Narodowej
2021
Národní šampionát
2. místo silniční závod do 23 let
3. místo Trofej Umag
Dookoła Mazowsza
5. místo celkově
6. místo GP Slovenian Istria
Baltic Chain Tour
8. místo celkově
Okolo Jižních Čech
8. místo celkově
8. místo Fyen Rundt
Course de Solidarność et des Champions Olympiques
10. místo celkově
10. místo Puchar Ministra Obrony Narodowej
2022
Gemenc Grand Prix
2. místo celkově
vítěz 2. etapy
2. místo Trofej Umag
2. místo Grand Prix Poland
2. místo GP Kranj
4. místo GP Slovenian Istria
4. místo Grand Prix Nasielsk-Serock
Dookoła Mazowsza
6. místo celkově
6. místo Trofej Poreč
9. místo Memorial Philippe Van Coningsloo
2023
Národní šampionát
4. místo silniční závod
2. místo Stíhací závod družstev na 4km
3. místo Madison (závod dvojic na dráze)
Volta a Portugal em bicicleta 3. místo v 1. etapě
PETRONAS Tour de Langkawi 8. místo v 1. etapě
2024
14. místo Trofeo Ses Salines - Felanitx 
12. místo 3. etapa Volta ao Algarve em Bicicleta
4. místo 3. etapa Volta ao Alentejo     
Národní šampionát
 vítěz Madison (závod dvojic na dráze)